# Кольчуга

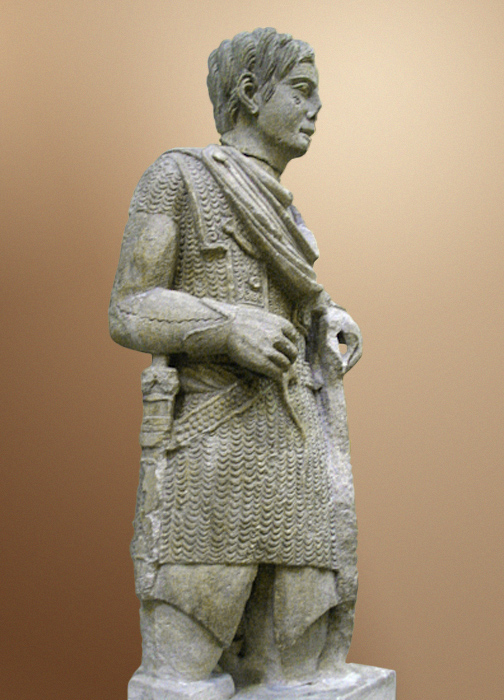
Романо-Галльска статуя, що зображує воїна у кільчастому обладунку

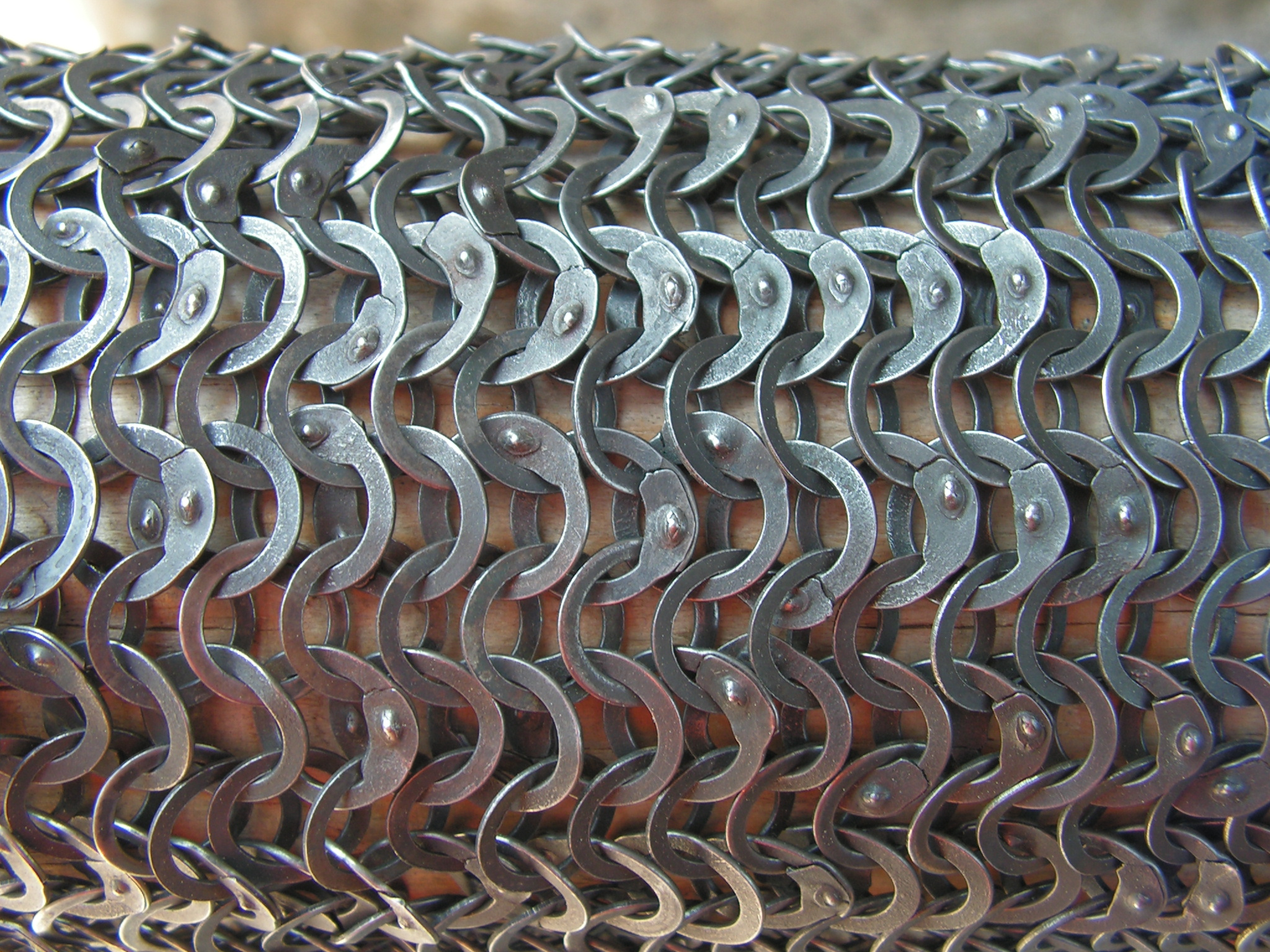
Найнадійнішою вважається кольчуга, де цільноковані (або зварені) кільця з'єднуються між собою клепаними кільцями, і всі кільця пласкі на зрізі

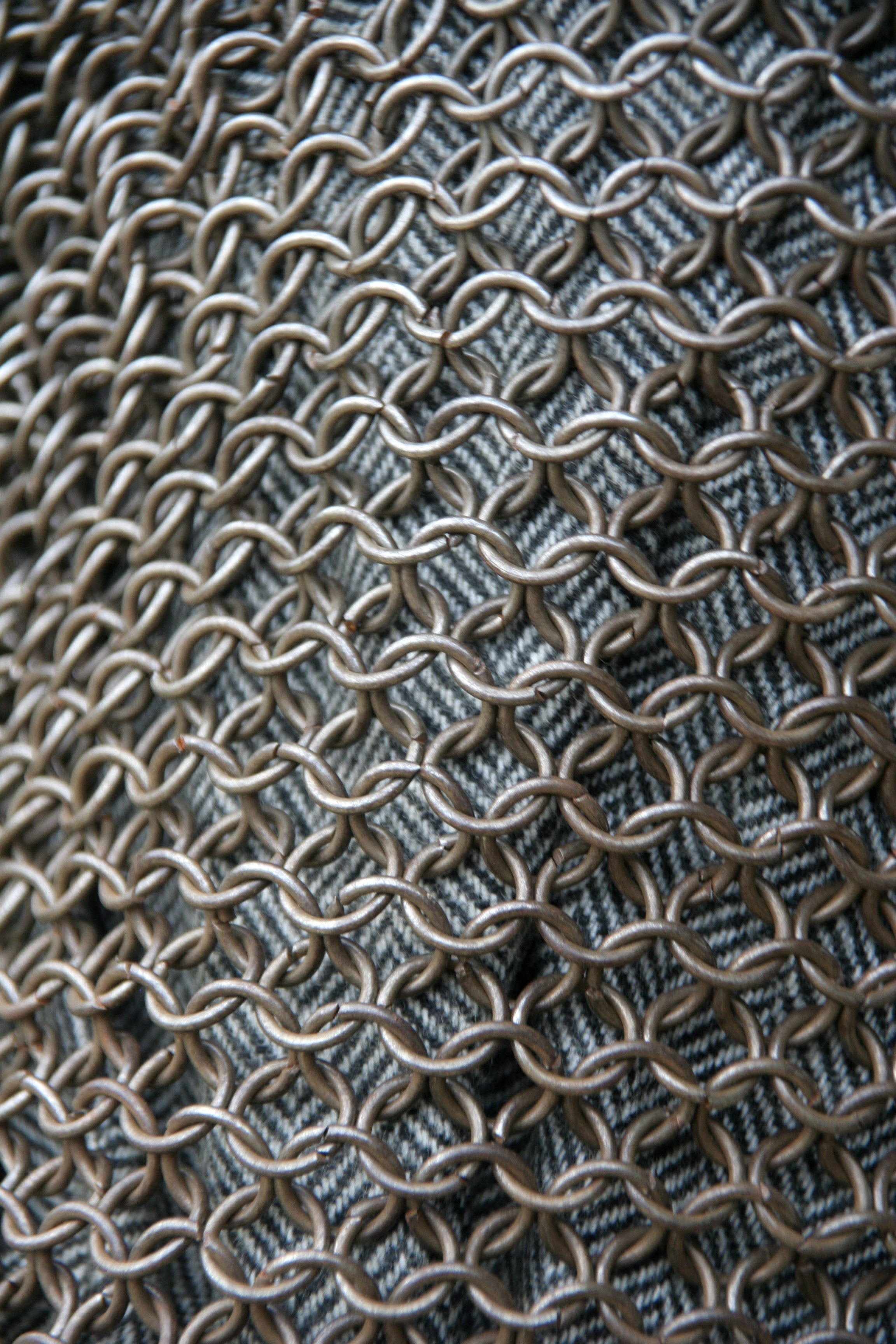
Примітивно зроблена кольчуга з округлих кілець, що просто зведені один з одним

Кольчуга — обладунок у вигляді сорочки з металевих кілець, просмикнутих одне в одне та скріплених маленькими клепками. Іноді кольчуга мала стоячий комір, підбитий шкірою або тканиною і розрізи на подолі, щоб зручніше було керувати конем. Рукави і поділ часто прикрашалися облямівками у вигляді кількох рядів кілець з кольорових чи навіть дорогоцінних металів.
Найдавніші знайдені екземпляри належали кельтам і датуються IV століттям до нашої ери. Кольчуга швидко поширилася в Середземноморському регіоні і була звичним обладунком в часи пізнього еллінізму та пізньої Римської Імперії. Саме кольчуги (лорика гамата) були основною бронею легіонерів Цезаря. У І-ІІ століттях в римських легіонах пластинчастий панцир лорика сегментата потіснив лорика гамата, але з кінця ІІІ століття вона знову стає найпопулярнішим обладунком. В Середні віки у Європі, на Близькому Сході, в  Північній Африці кольчуга була найпоширенішим обладунком, а VII—XII століття взагалі часом звуть «добою кольчуг», оскільки в цей час вони фактично витіснили інші обладунки. Саме кольчуги, а не повні лати, що приголомшують уяву голлівудських режисерів і авторів фентезі, були основним обладунком європейського лицарства. Суцільнометалеві елементи зброї (нагрудники, наплічники тощо) з'являються лише в XIV столітті. Пізніше кольчуги дещо втратили популярність, поступившись в багатьох місцях іншим типам броні. Але горяни Північного Кавказу і араби Північної Африки ще носили цей обладунок, протистоячи регулярній армії дев'ятнадцятого століття.
Зараз кольчужними рукавицями користуються м'ясники, а аквалангісти для захисту від акулячих зубів надівають «shark suit» — титанову кольчугу з дрібних кілець, що закриває все тіло. В часи Першої світової війни маски з кольчужним «забралом» іноді носили танкісти та кулеметники.

## Як робиться кольчуга
Кольчуга — це броня з протягнутих одне в одне кілець. Простий спосіб плетіння кольчуги — «1 в 4»: у кожне кільце протягується чотири інших.
Кожне кільце заклепується або заварюється; зазвичай половина кілець в кольчузі була заварена, а половина — заклепана. Заварені кільця виготовлялися заздалегідь, заклепані — скріплювалися після складання полотна. Інколи кільця не заклепувалися, а просто загартовувались.
Діаметр кілець в класичній кольчузі був від 6 до 13 міліметрів, товщина дроту — 0,8-2 міліметра. У кольчузі було кілька тисяч кілець, на виготовлення яких витрачалося більше пів кілометра дроту. Вальцьований дріт, що виготовлявся за допомогою спеціального верстата, який інколи приводився в дію водяним колесом, з'явився в Європі лише до кінця XIII століття, але навіть після цього кольчуги традиційно робилися з кованого дроту, виготовлення якого само по собі було вельми тривалим і трудомістким процесом. В половині кілець просвердлювалися отвори під заклепки, а інша половина заварювалась. Потім кільця збирались — так, що кожне друге кільце заклепувалось. Не дивно, що високоякісна кольчуга коштувала дорого і передавалася як цінне майно з покоління в покоління.

## Види кольчуг

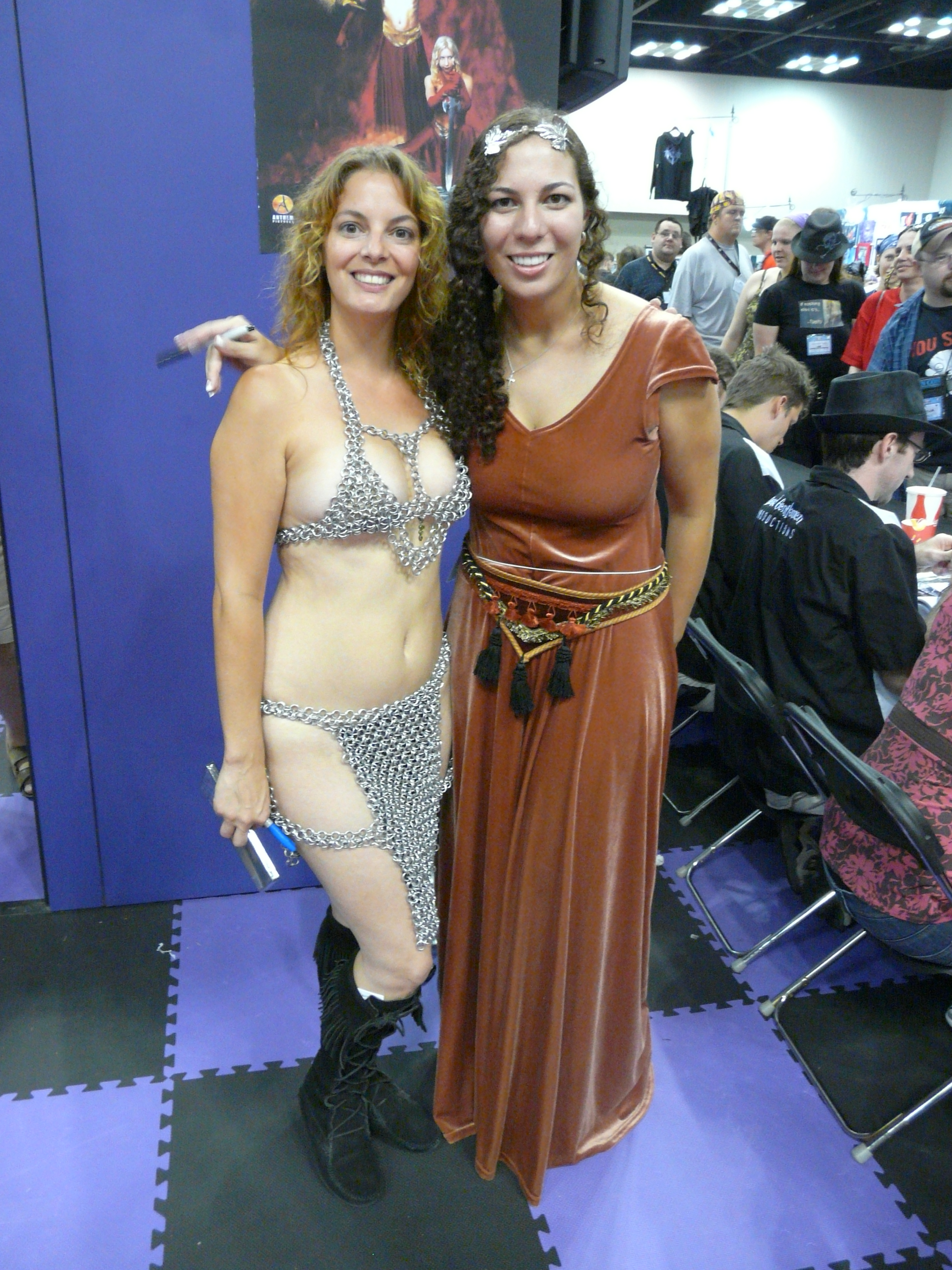
Дівчата в кольчужній білизні

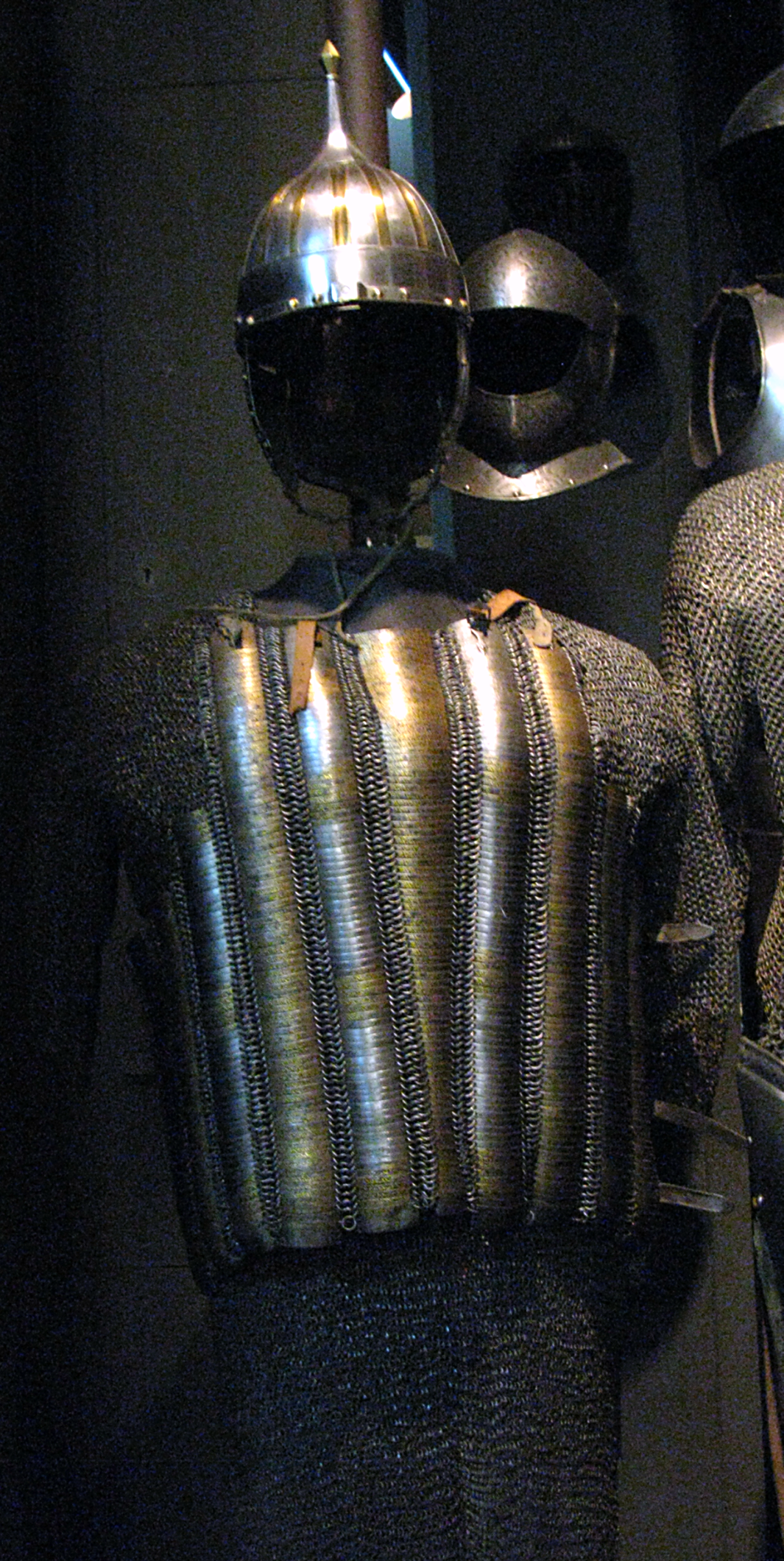
Російський бахтерець поч. 17 ст.

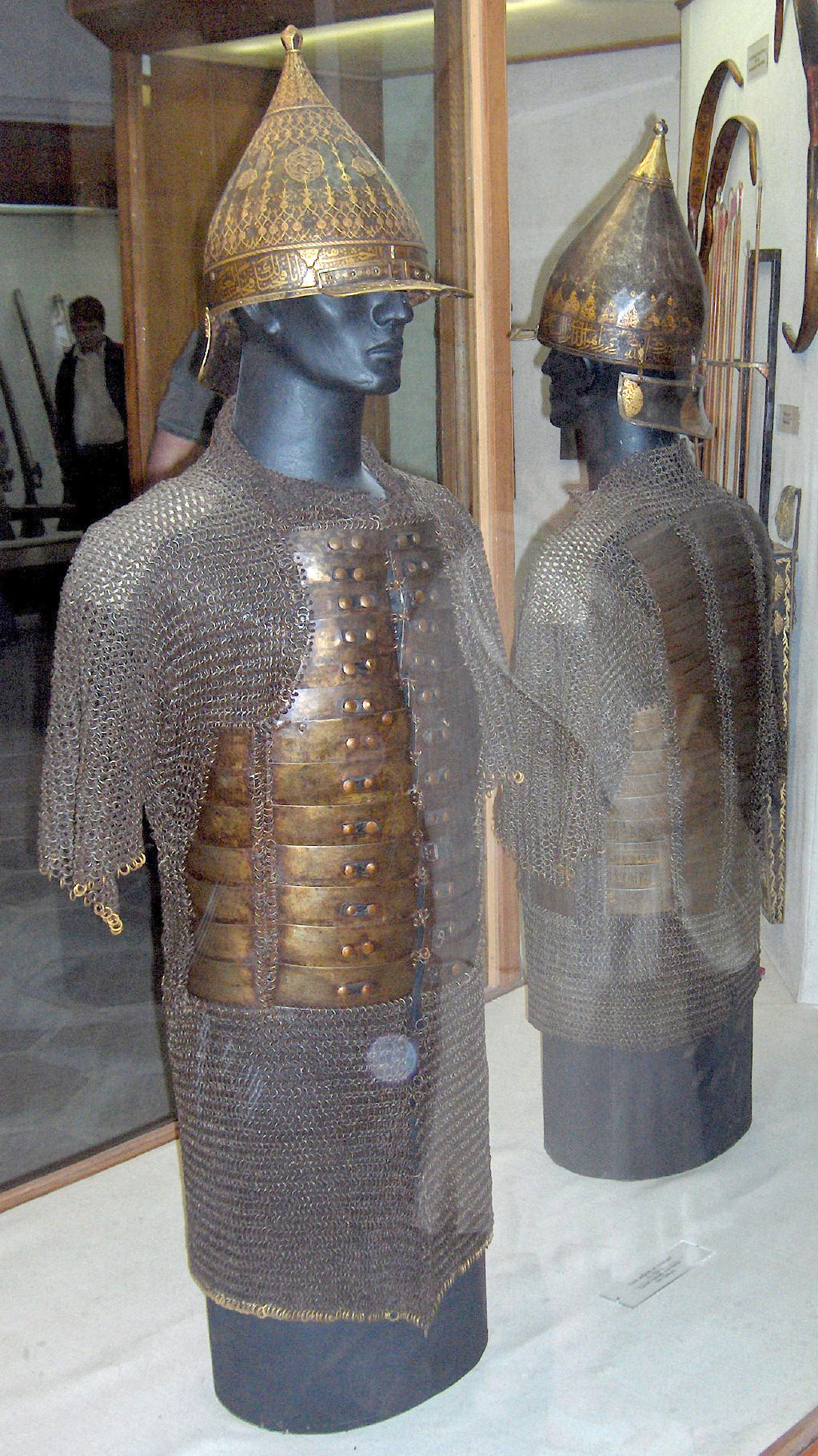
Юшман у палаці Топкапи, Стамбул, Османська імперія. 15 ст.

Кольчужне полотно і кольчужні обладунки в цілому всіляко відрізняються один від одного за формою, розмірами кілець, якістю металу і виглядом плетіння. «Класичною» кольчугою може вважатися широко розповсюджена в Європі «залізна сорочка», або «кільчаста броня», що закривала тулуб, стегна і руки по лікоть або по кисті. Якщо рукави довгі, до кисті, то така броня називається гауберком, а якщо лише до пояса і рукава по лікоть — гаубержоном. Вага такого обладунку при довжині сорочки близько 70 сантиметрів (до середини стегна) — близько семи кілограмів. Проте сама по собі кольчуга — ще не обладунок і під неї одягався підлатник — товста куртка, що пом'якшувала удари. У Західній Європі її робили з декількох десятків шарів простьобаного лляного полотна, а на Сході — з повсті. Такий бойовий камзол або каптан вважався дорогим і часто зверху був вкритий товстим шовком або оксамитом. Така куртка сама по собі служила звичайним обладунком простого піхотинця. Вона ще відома під назвою гамбезон. Інколи бійці в гамбезоні нашивали собі шматки кольчуги на шкіряну підкладку — частіше всього на пахви, вельми вразливе місце. Такі нашивання називалися «гуссе́» (фр. goussets).
Увага — міф: одягати повноцінну кольчугу без підлатника, а тим більше на голе (і зазвичай жіноче, як заведено у багатьох художників стилю фентезі) тіло, категорично не рекомендується. При русі кільця дуже швидко стирають шкіру, а при будь-якому ударі вгризаються в плоть, практично не гасячи імпульс удару. А якщо врахувати, що на кольчузі зазвичай є задирки та іржа, недовго і до зараження крові. Кольчужна білизна, яку можна виявити у відповідних магазинах, робиться з легких металів і призначається зовсім не для тривалого носіння.
Байдана — це кольчуга з широких пласких кілець; вона краще, ніж звичайна, захищає від шабельного удару, але гірше протистоїть колючому.
Бахтерець і юшман — це кольчуги, в які на грудях і спині вставлені металеві пластини. У бахтерці пластинки вузькі і дрібні; вони розташовані вертикальними рядами, в яких верхні налягають на нижні. У юшмані вони істотно більші і один на одного не налягають. Ці обладунки з'явилися на Сході, їх назви запозичені з перського.
Колонтар — схожий з юшманом обладунок без рукавів, у якому груди і спина захищені великими металевими пластинами.
Кольчужні обладунки використовувалися і в Японії, і вони сильно відрізнялися від європейських кольчуг.
Кольчуга обов'язково нашивалася на тканину або шкіру і зазвичай складалася з двох типів кілець — більш великих, розташованих паралельно основі, і дрібніших, часто овальних ланок, що скріплювали їх, розташовуючись перпендикулярно поверхні. Кожне велике кільце з'єднувалося з сусідніми шістьма маленькими. Ланки покривалися лаком, що захищало від іржі.
Увага — міф: в багатьох іграх і книгах фентезі зустрічається слово «chain mail» — що фактично є тавтологією. Англійське слово mail позначає саме кольчугу, тому слово chain взагалі зайве. Таке словосполучення («chain mail») використовується, щоб кольчугу не плутали з поштою («mail»).
Звичайно, кольчугою захищали не лише тулуб. Для захисту голови і шиї в Західній Європі застосовувалися кольчужні відлоги (поверх них часто надівався шолом); конічні та сфероконічні шоломи повсюдно забезпечувалися бармицею — закріпленою по краю шолома кольчугою, що закривала шию, а часто і обличчя. У Східній Європі була поширена мисюрка — полегшений шолом, у якому бармиця кріпилася до опуклого металевому диску, що формою нагадував єврейську кіпу і що закривав лише верхню частину черепа.
Повністю кольчужних рукавиць майже не робили; вони створювалися зі шкіри або міцної тканини і обшивалися кольчугою лише зовні — кольчуга на долонях не дозволила б надійно утримувати зброю. Причому навіть такі рукавиці заважали стріляти з лука, і саме тому на сході (в тому числі і на Русі) вони були не дуже популярні.
Лицарі Західної Європи в XI—XIII століттях використовували для захисту ніг кольчужні панчохи (їх ще називали французьким терміном «шоси» — chausses), що доходили від середини стегна до п'ят.
Кольчужними попонами захищали бойових коней і слонів, бойових і мисливських псів…

## Чи варто носити кольчугу?
За своїми властивостями навіть найкраща кольчуга не досконала і, як і будь-який обладунок, не рятує (і не повинна рятувати) від вміло завданих ударів і пострілів в притул. Найкраще вона захищає від ріжучих і рубаючих ударів, набагато гірше — від тих, що колють і дроблять. Взагалі, від ударів тупою зброєю воїна захищає переважно не сама броня, а підлатник. Кольчуга була наймасовішим різновидом обладунку в Європі до XIV століття, коли на озброєнні знаходились здебільшого мечі, палиці і сокири. З появою такої зброї як чекани, кливці, келепи і кончари — призначеної для боротьби саме з таким видом броні, набувають поширення суцільні лати.
Але і недооцінювати кольчугу не варто — удари побіжно і стріли на вильоті кольчуга тримає, розрубати її мечем або проткнути списом або кинджалом досить складно, особливо якщо господар активно проти цієї процедури. А ось від кулі кольчуга практично не захищає. Безперечна перевага кольчуги в тому, що вона, на відміну від латів, майже не
сковує рухів. У добре підігнаній кольчузі можна і перекидатися, вона не перешкодить стрільбі з лука, при необхідності в ній можна і виспатися…
Кольчугу досить легко одягти і швидко зняти без сторонньої допомоги, знову ж таки на відміну від інших обладунків в складеному вигляді вона займає небагато місця, вміщається у в'ючному мішку, тоді як інші обладунки досить громіздкі. До того ж в умовах помірного клімату підлатник послужить непоганим повсякденним одягом, не дає замерзнути. Порівняно невелика вага кольчуги дозволяє довго носити її — але розподілена вона нерівномірно, і основне навантаження припадає на плечі власника. Нарешті, кольчугу просто лагодити — потрібно всього лише замінити погнуті або втрачені кільця, а якщо під рукою немає коваля — на швидку руку затягнути діру шкіряним шнуром. А ось якщо пом'яли лати, без коваля вже не обійтися. Прибравши або додавши декілька рядів кілець, кольчугу можна підігнати за розміром нового власника.

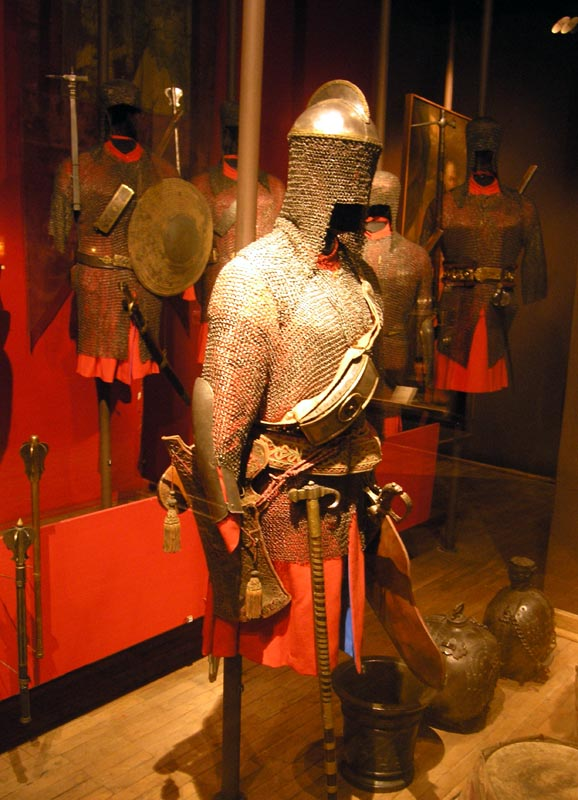
Ці комплекти зброї та обладунку характерні як і для татар, так і для реєстрових панцирних козаків.

Має кольчуга і специфічні вади — її досить важко очищати від іржі, особливо в похідних умовах (найкращий спосіб — помістити в бочку з піском і довго в ній качати), вона досить сильно дзвенить, привертаючи увагу противника. З цими проблемами тією або іншою мірою допомагає впоратися мастило. Крім того, важка кольчуга і підлатник після декількох днів жаркої погоди набувають стійкого характерного аромату з яскравими тонами застарілого поту, оксидів заліза і жиру.
Для важкоозброєного лицаря із списом або півтораручним мечем кольчуга — це, так би мовити, «економ-клас»; як тільки з'явилися лати, лицарство перейшло на них і до кольчуг вже не поверталося. Важкій піхоті теж добре б роздобути обладунок поважче, особливо якщо щит до комплекту не входить, — тому піхота пізнього середньовіччя одягається в кіраси і набедреники, що сяк-так захищають і від куль з гладкоствольної зброї. Для легкої піхоти і стрільців вона, навпаки, вже важкувата. А ось для кавалерії, що покладається на маневр, кольчуга — найвідповідніший обладунок з металу, тут на перший план виходять порівняно невелика вага обладунку і висока рухливість вершника.
Але якщо для більшості професійних солдатів кольчуга — не зовсім те, що хотілося б, її численні переваги роблять її найкращим вибором для мандрівників, купців, дипломатів і шукачів пригод. Легку кольчугу можна носити під одягом, не привертаючи уваги, вона не перешкодить верховій їзді і лазінню по скелях. На важку кольчугу можна надіти кожух і не боятися морозу, кольчугу можна швидко зняти перед переправою через річку, а потім так само швидко надіти, її можна просто везти з собою в мішку і надівати лише перед боєм.